# Tom Moldvay
Thomas Edward Moldvay, dit Tom Moldvay (Cleveland, Ohio, 5 novembre 1948 - Akron, Ohio, 8 mars 2007) était un créateur de jeux. Il a joué un rôle important dans l'histoire de Donjons et Dragons, puisqu'il est l'auteur du Basic set, surnommé la « boîte rouge » par les joueurs. Cette version de D&D fut la première traduite en français.

## Biographie

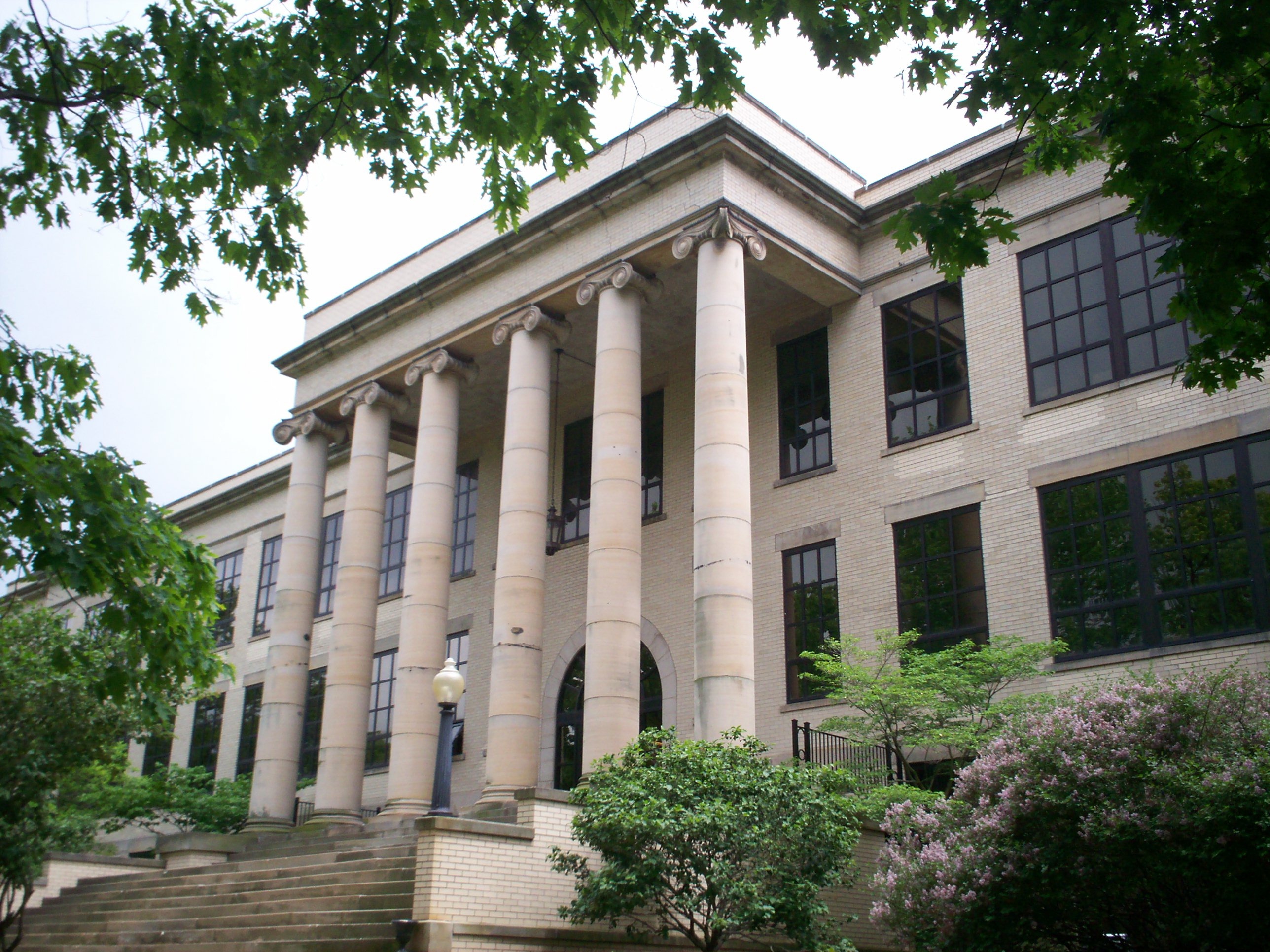
Fronton de l'université d'État de Kent, où Tom Moldvay fut étudiant.

Dans les années 1970, Tom Moldvay, alors étudiant à l'université d'État de Kent dans son Ohio natal, écrit dans le fanzine de science-fiction Infinite Dreams. Il poursuit ses études pour obtenir un master d'anthropologie. À partir de 1981, il est employé par TSR, l'éditeur de Donjons et Dragons. Le game designer Steve Winter le décrit ainsi : « Comme la plupart des gens qui ont été impliqués dans la genèse de D&D, Tom Moldvay est venu chez TSR avec une vaste connaissance de sujets extérieurs au jeu de rôle. On retrouve ce souffle dans tout son travail, où il a incorporé des éléments de mythologie, de pulp, d'histoire, de culture pop, de religion et de littérature ».
Tom Moldvay a écrit de nombreux scénarios, dont Castle Amber (Le château d'Ambreville), Isle of Dread (L'île de la terreur) ou encore Secret of the Slavers Stockade, publiés en 1981. Puis, en 1982, The Lost City (La cité perdue) et en 1986, Twilight Calling, qui n'a jamais été traduit en français. Il a également rédigé la version révisée de Palace of the Silver Princess (Le palais de la princesse Argenta).
Outre le Basic set de D&D, Tom Moldvay a été le coauteur de Gangbusters, un jeu de rôle consacré aux gangs américains des années 1930, et de Star Frontiers, un jeu de science-fiction, également publié chez TSR. Une partie du matériel développé par Moldvay a été repris dans Spelljammer et plus récemment dans d20 Future. Chez Avalon Hill, il a également corédigé Lords of Creation.

## Donjons et Dragons

### La«boîte rouge»
La principale contribution de Tom Moldvay à l'histoire du jeu de rôle est sa version des règles de Donjons et Dragons, communément appelée la « boîte rouge » (en anglais « red box »).

### L'île de la terreur
Rédigé en 1980 en collaboration avec David Cook, Isle of Dread (en) (L'île de la terreur) est l'un des modules de Donjons et Dragons les plus diffusés et les plus joués, du fait de son insertion dans la boîte de jeu Expert Set de Donjons et Dragons. C'est également la première aventure essentiellement consacrée à l'exploration des terres sauvages, plutôt que d'un donjon. C'est un module d'exploration, non directif, puisque les personnages n'ont pas d'autre but que d'explorer une île perdue. James Maliszewski considère que c'est l'archétype du genre, avec Dwellers of the Forbidden City (en) de David Cook,. L'introduction décrit le monde autour de l'île, de manière succincte : c'est la première présentation du Known world, qui deviendra l'univers de Mystara. Puis, le module décrit une île tropicale, inspirée de celle de King Kong et du Monde perdu.
Les indigènes vivent dans la terreur, sous le contrôle du maître des zombies, protégés du reste de l'île par une muraille. Derrière, s'étend une jungle peuplée de dinosaures et de peuplades étranges, dont les Rakastas, des hommes-chats nomades montés sur des tigres à dents de sabres, ou les Phanatons, des écureuils-volants humanoïdes. Au centre de l'île se trouve le sanctuaire des maitres secrets de l'île, les Koprus, dont la description reflète l'influence de Lovecraft. Cette accumulation de clichés pulp, inspirés d'Edgar Rice Burroughs, d'Arthur Conan Doyle, de Henry Rider Haggard et d'Abraham Merritt, confère à L'Île de la terreur une grande force d'évocation.
L'Île de la terreur a connu quatre éditions successives, de 1980 à 1983. La quatrième (1983) comporte quelques modifications, liées à son adaptation à la nouvelle version de Donjons et Dragons révisée par Frank Mentzer. Il a été traduit en allemand, finnois, français, hébreu, italien, japonais et norvégien. En 2004, le magazine Dungeon a publié un remake intitulé Torrents of Dread, situé dans le monde de Faucongris, accompagné d'un poster de la carte de l'île. En 2007, plusieurs livraisons de la série Savage Tide se déroulaient sur l'Île de la terreur. En 2008, le Manual of the planes, publié pour Donjons et Dragons 4e édition déplace l'Île de la terreur dans le Feywild, un plan parallèle dominé par les créatures féeriques. Ces références, près de trente ans après la publication du module de Tom Moldvay et David Cook, montrent son influence durable dans l'imaginaire du jeu de rôle.

### Le château d'Ambreville
En 1981, Tom Moldvay publie également Castle Amber, sous-titré Château d'Amberville. Ce module puise son inspiration dans le cycle d'Averoigne de Clark Ashton Smith et contient une carte de la province d'Averoigne. Cependant, la famille d'Amberville, avec ses magiciens excentriques, semble inspirée du Cycle des Princes d'Ambre de Roger Zelazny. Le Château d'Ambreville a connu deux éditions successives, et connu plusieurs traductions, en allemand, français, hébreu, italien et japonais. Jugé avec sévérité lors de sa parution par Jim Bambra, chroniqueur de White Dwarf, il n'en fut pas moins classé quinzième par Erik Mona et James Jacobs dans leur classement des « 30 plus grandes aventures de D&D de tous les temps », à l'occasion du trentième anniversaire de Donjons et Dragons. James Maliszewski reconnaît que, si les thèmes majeurs de Clark Ashton Smith, la décadence, l'ennui, le macabre et l'humour noir, sont brillamment évoqués, le résultat est plutôt comique pour un lecteur ignorant de ses sources littéraires.
Bien que les liens de ce module avec le Known world soient ténus, puisque les personnages découvrent le château d'Ambre alors qu'ils sont perdus dans un brouillard magique, il a joué un rôle important dans le développement ultérieur du monde de Mystara. En 1987, Bruce Heard (en), qui avait assuré la traduction française du Château d'Ambreville, fit des Ambreville l'une des familles princières Glantri, lorsqu'il publia The Principalities of Glantri. Un remake de Castle Amber, assorti d'un CD audio, fut publié en 1995 sous le titre Mark of Amber.

### Le palais de la princesse Argenta
Rédigé en 1980 par Jean Wells, Palace of the Silver Princess (en) fut publié l'année suivante, après avoir été révisé par Tom Moldvay. La version originale de Jean Wells avait été mise à l'écart aussitôt imprimée. Selon Frank Mentzer, alors employé chez TSR, Brian Blume, l'un des actionnaires de l'entreprise, n'aurait pas apprécié de se voir caricaturer, aux côtés de ses associés Kevin Blume et Gary Gygax, sous la forme d'un monstre à trois têtes, par la plume d'Erol Otus (en). De plus, certains dessins sont jugés obscènes, douteux ou de mauvaise qualité. Certains seront retravaillés à la hâte, d'autre supprimés. Le module d'origine est aujourd'hui disponible en libre téléchargement.
La réécriture du module est confiée à Tom Moldvay, qui y ajoute son empreinte personnelle. Il crée un effet dramatique, en transformant l'exploration d'un palais abandonné depuis de siècles, tel qu'il apparaissait dans la version de Jean Wells, en une quête urgente pour sauver le pays. Retranchant la description de la Gulluvie, petite contrée au nord de Glantri, il concentre l'aventure sur le palais lui-même, en usant d'un procédé qu'il affectionne : une sinistre lumière rouge mortelle isole le palais du monde, tant qu'une solution n'a pas été trouvée. L'ensemble des habitants ont été pétrifiés instantanément, ou ont sombré dans la folie, lorsqu'un dieu maléfique, Arik, est parvenu à s'échapper de sa prison extra-dimensionelle, un thème nettement inspiré de Clark Ashton Smith.
Jim Bambra, chroniqueur pour le journal White Dwarf considérait que ce module constituait une excellente introduction au jeu et devrait remplacer le château fort aux confins du pays dans la boîte de base de Donjons et Dragons. Palace of the Silver Princess a été traduit en allemand, espagnol, finnois, français, italien, japonais et suédois.

### Secret of the Slavers Stockade
Publié en 1980, Secret of the Slavers Stockade est le fruit d'une collaboration entre Harold Johnson et Tom Moldvay. C'est le second volet de la série Scourge of the Slave Lords, qui en compte quatre. Ces modules, écrits à l'origine pour être joués en tournoi à la Gen Con XIII, en 1980, ont été mis en forme pour la publication, puis réédités sous la forme d'un volume unique groupant les quatre opus. Annoncé sous le titre Stronghold of the Slave Lords, il est d'ailleurs paru quelque temps après le troisième volume. Ils ont pour trame de fond la lutte contre une organisation d'esclavagistes dans le monde Faucongris. En 2000, Wizards of the Coast a publié Slavers, une suite de la série initiale adaptée à la seconde édition de Donjons et Dragons, puis en 2002, Kenzer and company (en) a publié Smackdown the Slavers, un hommage à la première série, adapté aux règles d'Hackmaster (en). La contribution de Tom Moldvay à Secret of the Slavers Stockade semble être essentiellement un travail rédactionnel, plus que d'une création personnelle, et l'on n'y trouve aucun de ses thèmes favoris.

### La cité perdue
En 1982, Tom Moldvay publie le dernier volet de ce que l'on appelle la « trilogie pulp »The Lost City (la cité perdue). Cette fois encore, les personnages sont isolés du monde puisqu'ils sont perdus dans le désert et découvrent une pyramide, vestige de l'antique civilisation disparue des Cynidicéens. Leurs descendants dégénérés vivent dans les profondeurs de la terre, plongés dans un état de rêve éveillé et divisés en sectes religieuses qui se livrent une lutte éternelle depuis que le dieu Zargon, une créature tentaculaire, les a plongé dans la décadence. Cette ambiance évoque Les clous rouges de Robert E. Howard,, ou encore Le Visage dans l'abîme d'Abraham Merritt. Si la première partie du module consiste en une exploration de donjon, la seconde partie invite le maître de jeu à développer les interactions entre factions cynidicéennes dans la cité perdue, dont la description est esquissée.
La cité perdue a connu quatre éditions successives en 1982-83, et six traductions, en allemand, espagnol, français, italien, japonais et suédois.

### Twilight Calling
Publié en 1986, alors que Tom Moldvay n'est plus un employé de TSR, Twilight Calling (en) fait partie d'un module dédié aux personnages de très haut niveau, dont le thème commun est la lutte contre un Immortel de la sphère de l'Entropie, c'est-à-dire une sorte de démon, nommé Alphaks. Les personnages doivent empêcher l'invasion du monde par les Carnifex, une race très ancienne de dinosaures cannibales adeptes de la magie noire. Pour cela, après avoir exploré les ressources de la bibliothèque de l'université de magie de Glantri, ils doivent se rendre, à partir d'un cromlech heptagonal, vers sept plans différents afin d'y trouver le moyen d'empêcher l'invasion. Il existe une version française non officielle de ce module, « L'appel du crépuscule ».

## Boot Hill

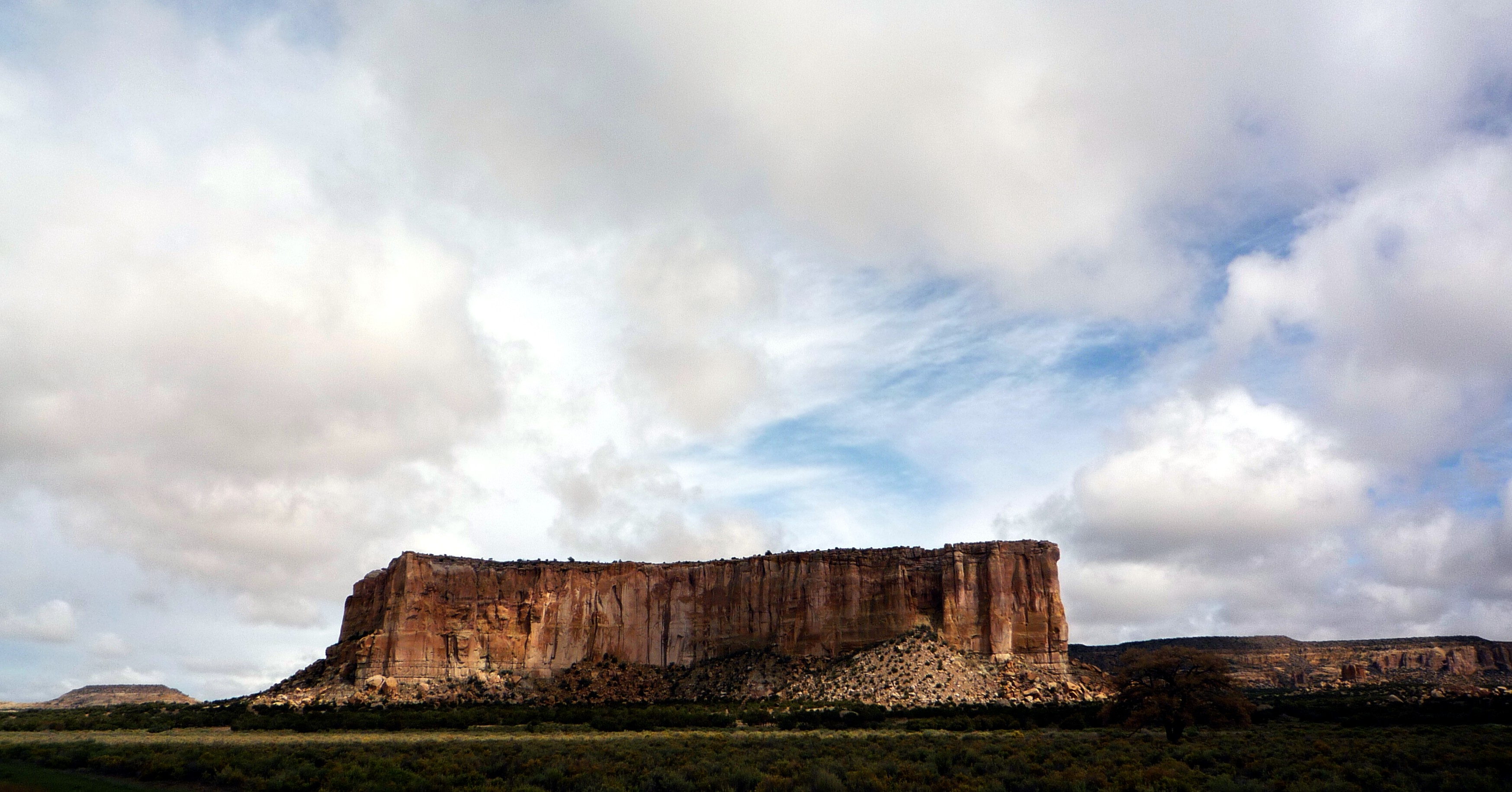
Enchanted Mesa, au Nouveau-Mexique. La Mesa est un thème récurrent de l'œuvre ludique de Tom Moldvay.

Bien qu'il n'ait pas pris part à la création de Boot Hill, le premier jeu de rôle sur le thème des westerns, Tom Moldvay a collaboré aux deux premiers scénarios publiés. Mad Mesa (TSR, 1981), rédigé avec Jerry Epperson, est une aventure solo, selon un modèle inauguré par Tunnels et Trolls. Elle intègre plusieurs règles additionnelles de simulation des interactions sociales, proches de celles contenues dans la version de D&D rédigée par Moldvay, un scénario complet et la description des habitats de la ville, selon un modèle qu'il développera dans Trouble Brewing.
Il publie ensuite, en collaboration avec David « Zeb » Cook, Lost Conquistador Mine (TSR, 1982). Écrit pour la Gen Con XIII, ce module propose de découvrir le trésor de Mendoza caché dans une ancienne mine en territoire indien. Inspiré de la Mine d'or du Hollandais perdu, ce thème est classique des westerns, notamment L'Or de MacKenna. Mais le scénario évoque l'album de Blueberry La Mine de l'Allemand perdu ; le dessin de page de garde, par Jeff Easley, suggère fortement cette inspiration, tant le personnage représente évoque le vieux MacClure, compagnon de Blueberry. La présence d'un fantôme gardant le trésor renforce l'analogie avec Le Spectre aux balles d'or, suite de l'album de Blueberry. À noter que François Marcela-Froideval, futur scénariste de bande-dessinée, est alors salarié de TSR comme Cook et Moldvay. Le module reprend et développe les règles additionnelles proposées dans Mad Mesa et propose une description d'une autre petite ville, une carte à hexagones de la région - reprenant le principe de la carte laissée en blanc pour les joueurs employé dans L'Île de la terreur.

## Gangbusters
Tom Moldvay est crédité parmi les auteurs de Gangbusters (1982), un jeu de rôle dans l'ambiance de la lutte entre gangsters et policiers américains des années 1920. L'importance et la teneur de sa participation à Gangbusters, dont l'idée originale revient à Rick Krebs, sont inconnues. Il s'agit sans doute d'un travail d'édition et de clarification du texte, semblable à celui qu'il a opéré sur Donjons et Dragons. Sa principale contribution reste le module Trouble Brewing.

### Trouble Brewing
Ce module fut le premier publié pour Gangbusters, en 1982. Son titre est un jeu de mots, qui pourrait se traduire par « En eaux troubles », tout en évoquant la distillation d'alcool (brewing), donc l'atmosphère de la prohibition. Il s'agit d'un décor de campagne détaillant de manière fouillée la ville fictive de Lakefront, avatar de Chicago. L'action se passe en 1920, précisément au début de la prohibition. Plus de 170 personnalités (gangsters, policiers, commerçants, politiciens…) sont décrits en quelques lignes, auxquelles s'ajoutent casier judiciaire et caractéristiques techniques. Puis suivent une vingtaine de scénarios, présentés sous la forme de synopsis succincts dont la construction obéit à celle de romans policiers ou de feuilletons. Cette formule, qui tranche nettement avec les scénarios publiés jusqu'alors par TSR, est très proche de celle qui sera adoptée dans Chicago by Night, publié neuf ans plus tard pour le jeu Vampire. Publiée en 1990, la « troisième édition » de Gangbusters intégrait Trouble Brewing comme décor de campagne pour ce jeu.

## Star Frontiers
Également en 1982, TSR publie Star Frontiers, un jeu de rôle de science-fiction. Tom Moldvay rédige avec Marc Acres les deux premiers modules, Volturnus, Planet of Mistery et Starspawn of Volturnus. Le premier commence alors que les personnages sont échoués sur une planète inconnue, recueillis par des nomades du désert en forme de pieuvres montés sur des dinosaures.
Au début des années 1990, Tom Moldvay fut consulté par Matt Forbeck pour la création de Silent Death: The Next Millennium, un jeu de simulation de combats de vaisseaux spatiaux publié par ICE, mais son état de santé ne lui permit pas de prendre part au projet.

## Lords of Creation
En 1984, Tom Moldvay publie Lords of Creation, chez Avalon Hill, un éditeur habituellement plus orienté sur les wargames que les jeux de rôles. Dans ce jeu, les personnages sont des humains ordinaires qui découvrent peu à peu leurs pouvoirs surnaturels, au travers de voyage dans le temps ou dans d'autres dimensions. Le système est fondé sur les compétences, nombreuses et minutieusement décrites, et sur une multitude pouvoirs magiques, psychiques ou technologiques. « C'est un jeu où un meurtre dans une convention de jeu peut mener à découvrir des extraterrestres voyageant dans le temps, associés à des dieux nordiques qui combattent un culte vaudou menée par un grand prêtre dinosaure mutant », résume James Maliszewski. Lords of Creation condense ainsi l'ensemble des thèmes favoris de Moldvay : mélange des genres sans limite, voyages dimensionnels, culture pulp.
Le module Omegakron (Avalon Hill, 1984), propose une aventure post-apocalyptique dans les ruines d'Akron, (Ohio), où Moldvay lui-même résidait. La cité est partagée entre cinq gangs urbains et hantée par les cyborgs. Rédigé avec Ian Guistino, The Yeti Sanction (Avalon Hill, 1984), emmène les aventuriers dans les montagnes de l'Himalaya à la recherche du Secrétaire d'État capturé par des créatures d'une autre dimension. Deux aventures annoncées, Mines of Voria and The Towers of Illium, n'ont jamais été publiées.

## Postérité
Dans le scénario Quagmire!, publié par TSR en 1984, a donné à une cité, imaginaire le nom de Yavdlom, anagramme de Moldvay,. Cette partie du monde Mystara a fait l'objet de développements ultérieurs par la communauté des joueurs. Ce procédé est repris par Daniel Proctor, sous la forme de l'anagramme Dolmvay, comme capitale du Known World, l'univers associé au jeu Labyrinth Lord. Le jeu lui-même est dédié à Tom Moldvay. L'œuvre ludique de Tom Moldvay, avec son inspiration Swords and Sorcery et ses références à Clark Ashton Smith et à la littérature fantastique des années 1930, en font un auteur culte du mouvement old-school renaissance.